# 산월 나들목
산월 나들목(Sanwol IC)은 광주광역시 광산구 수완동과 월계동에 걸쳐 설치된 호남고속도로의 14번, 2순환로의 교차로이자 2순환로의 종점이다. 비공식적으로 산월 분기점이라고 불리기도 한다.

## 연혁
- 2007년 5월 15일: 제2순환로 산월 나들목 ~ 서창 나들목 구간 개통과 함께 영업 개시[1]

## 구조물 정보
- 위치: 광주광역시 광산구 수완동, 월계동

## 접속하는 도로
- 2순환로